# Astrid Schönberg
Astrid Elisabet Schönberg Löfberg, född 31 mars 1921 i Odensala församling, död 10 mars 2005 i Skanör-Falsterbo församling, var en svensk bankjurist och kvinnorättsaktivist. Hon var ordförande för Fredrika Bremer-förbundet mellan 1967 och 1970.